# Aaron Cresswell
Aaron William Cresswell, född 15 december 1989, är en engelsk fotbollsspelare (försvarare) som spelar för Stoke. Han har tidigare spelat för West Ham United och Ipswich Town.

## Klubbkarriär
Cresswell blev utsedd till "Årets spelare" i Ipswich Town av supportrarna säsongen 2011/2012. Han debuterade för West Ham United den 16 augusti 2014 i en 1–0-hemmaförlust mot Tottenham Hotspur.

## Landslagskarriär
Cresswell debuterade för Englands landslag den 15 november 2016 i en 2–2-match mot Spanien, där han blev inbytt i den 79:e minuten mot Danny Rose.